# UFJ銀行

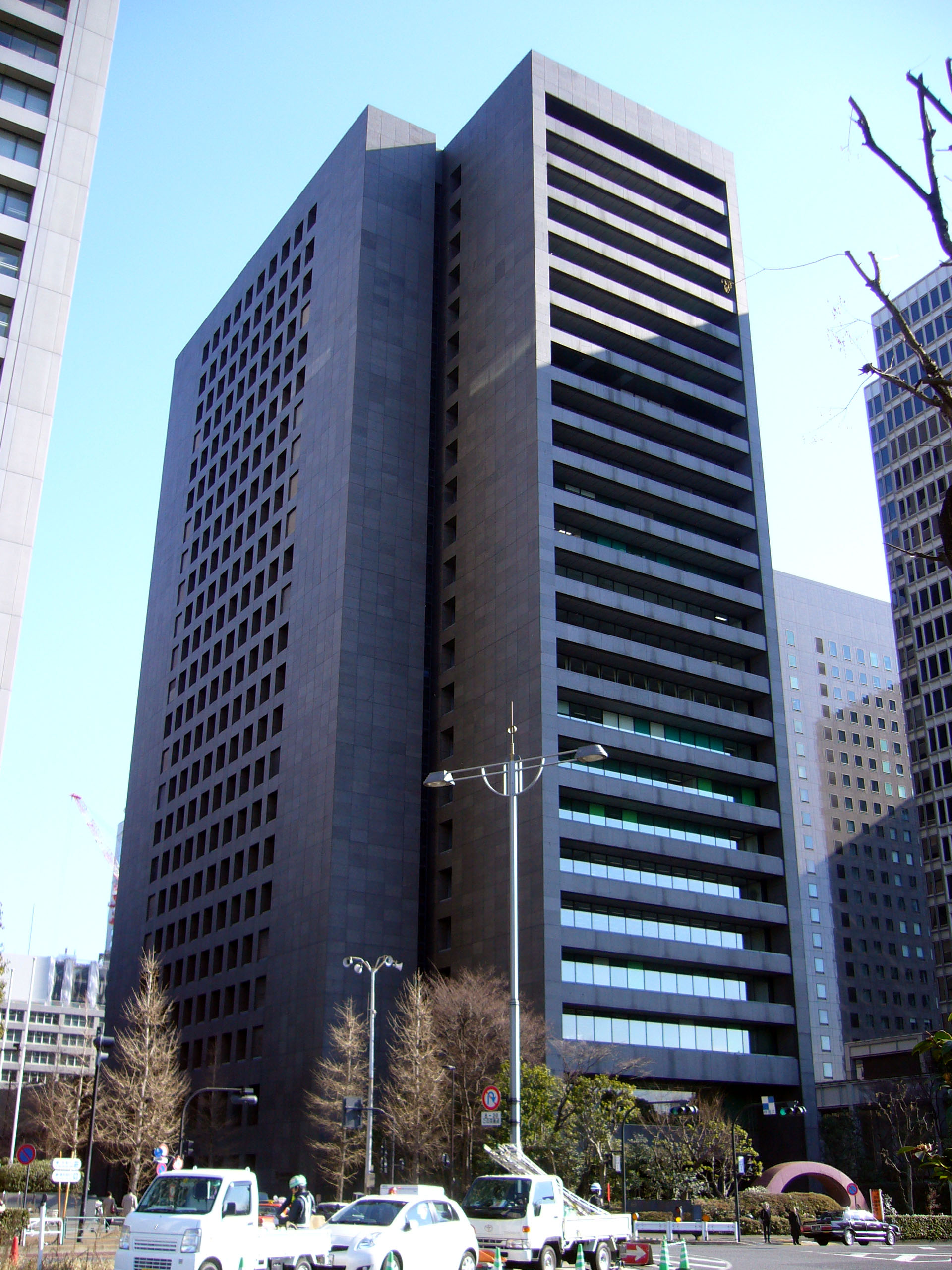
UFJ銀行東京営業部・東京本部が入居したUFJ東京ビル（後：三菱東京UFJ銀行大手町ビル、2012年解体され現在は大手町パークビルディングが建つ）

株式会社UFJ銀行（ユーエフジェイぎんこう、英語: UFJ Bank Limited）は、かつて存在した三菱UFJフィナンシャル・グループ（MUFG）傘下の都市銀行。愛知県名古屋市中区に本店を置いていた。2006年に東京三菱銀行に吸収合併されて三菱東京UFJ銀行となり、法人としては消滅した。

## 概説

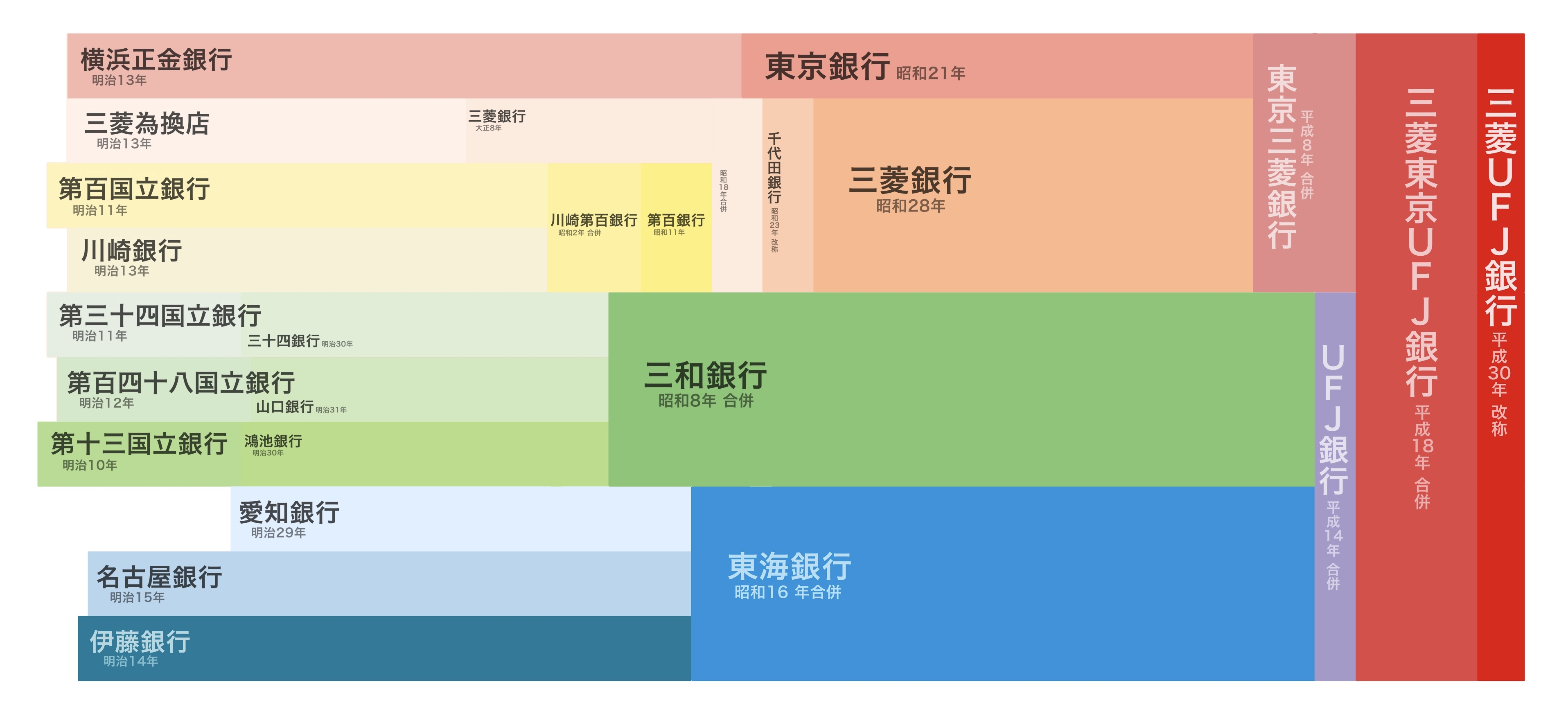
銀行合併の沿革

2002年1月15日、UFJホールディングス（UFJHD）傘下で大阪市に本店を置く三和銀行と、名古屋市に本店を置く東海銀行が合併して誕生した。三和銀行は三和グループの中核企業で、在阪三大都市銀行（他2行は住友銀行と大和銀行）の一角であった。一方の東海銀行は中京圏に本店を置く唯一の都市銀行であり、かつては「名古屋五摂家」として名古屋財界における有力企業であった。
UFJは、United Financial of Japan（ユナイテッド・フィナンシャル・オブ・ジャパン）の頭文字を取って名付けられたものである。スローガンに「こたえていくチカラ。」を定めていた。
本店は愛知県名古屋市中区にあった（旧：東海銀行本店）が、実質的な本社機能は東京都千代田区大手町のUFJ東京ビル（現・三菱UFJ銀行大手町ビル）に設置された東京本部（旧：三和銀行東京本部）であった。
収益力自体は高かったものの、誕生後は金融再生プログラムに基づく巨額の不良債権処理に奔走することになり経営が悪化していった。加えて、規模で勝る旧三和が旧東海を呑み込むような形で成立したことから両者間での熾烈な派閥抗争が繰り広げられ、更には金融庁特別検査による経営陣退陣（後に検査妨害で一部が逮捕）など経営面でも混乱を極めることとなる。
最終的に三菱東京フィナンシャル・グループ（MTFG）に親会社のUFJHD共々救済されることとなり、2005年10月1日にMTFGとUFJHDが合併して誕生した三菱UFJフィナンシャル・グループ（MUFG）の傘下となった後、2006年1月1日に同じくMUFG傘下の東京三菱銀行（BTM）と合併し、三菱東京UFJ銀行（現：三菱UFJ銀行）となり、発足からわずか約4年弱（3年11か月15日）で発展的に姿を消した。

## 歴史

### 三行経営統合の破談
1998年9月にあさひ銀行（現：りそな銀行、埼玉りそな銀行）と東海銀行が2000年10月を目処に持株会社方式の経営統合で合意（東海あさひ銀行構想）し、2001年秋には地域別に銀行を再編し、さらに賛同する地方銀行を組み合わせ“マルチ・リージョナル・バンク”を目指す方針だった。
しかし、両行の交渉が長引く中で、1999年8月、第一勧業銀行、富士銀行、日本興業銀行による3行の経営統合（みずほフィナンシャルグループの設置）、続く同年10月には三井財閥系のさくら銀行、住友財閥系の住友銀行の合併（三井住友銀行）が発表され、企業グループの枠を超え、急速に都銀上位行のメガバンクへの再編が進む。
こうした金融再編に取り残されたのは、拓銀破綻後は都銀下位行に甘んじた大和銀行と、強烈な行風が倦厭された三和銀行であった。
再編に乗り遅れた三和銀行は、首脳陣が同じ名古屋大学出身であった「東海あさひ銀行」連合に急接近する。東海あさひは、営業エリアが首都圏・東海地方に集中して規模的に中途半端となっていた為、地方銀行の他、大阪を地盤とする大和銀行の参加を呼び掛けた。
しかし、2000年2月に名古屋市内で室町鐘緒三和銀行頭取と西垣覚東海銀行会長の会食を経て、大和銀行ではなく三和銀行を加えた「持株会社設立による経営統合」を2000年3月に発表した。2000年4月より3行間でのATM利用手数料を自行扱いとする施策の実施や、同年中に三和銀行系列の金融各社で構成される「フィナンシャルワン」へ、東海・あさひ両行の参入検討を図った。
その後、三和銀行は経営の迅速化を名目に三行を合併させて三和東海あさひ銀行の発足構想を主張したため、経営主導権を三和に握られることを嫌ったあさひ銀行が2000年6月に構想より離脱。結局、三和銀行・東海銀行の合併という形で決着した。
この経営統合から離脱したあさひ銀行は、2001年には不良債権処理による損失から公的資金注入の優先株に対する中間配当が困難となり、経営危機が表面化する。一方、東海あさひへの経営統合参加を当初有力視されるも、三和の参入で破談となった大和銀行は、同年12月に親密地銀と金融持株会社大和銀ホールディングスを設立した。2002年3月にあさひ銀行がその持株会社の傘下に入る形で経営統合を行った。両行は2003年5月のりそなショック発生を予見出来ぬまま、前途多難な船出を強いられた。

### UFJグループ発足
2001年4月2日に上場企業であった 三和銀行・東海銀行・東洋信託銀行株式を、新設した金融持株会社UFJホールディングスへ株式移転させ、経営統合を行った。ここからUFJ銀行の発足までの間は、UFJホールディングスの傘下に三和・東海・東洋信託銀行が入っていた。また、この期間中に三和銀行・東海銀行はシステム統合の準備のため、2002年1月まで休日と年末年始を中心にシステムを休止。ハッピーマンデー制度による成人の日明けの2002年1月15日に合併し、UFJ銀行が発足した。

#### 合併時のシステム統合
三和・東海が合併した2002年（平成14年）1月15日に、両行の勘定系システム（三和が日立製作所・東海が日本IBM）を三和銀行系のシステムに統合している。両行とも日立製作所を窓口端末のベンダとしていたことから実現できた。通常、銀行の合併に際しては当事銀行間の基幹システムをリレー方式で接続し、1 - 2年かけて統合するという流れを採用しているが、UFJ銀行は合併のシナジー効果を顧客にいち早く提供する主旨が有った。
これによって顧客は、三和・東海の別なく、統一された商品・サービスを享受出来たが、同月23日から同月末にかけて口座自動振替システムの障害が発生。口座自動振替の二重引落が約18万件、引き落としが遅延されたり、引き落としがされないトラブルが175万件生じた。後の同年4月に発生したみずほ銀行のシステムトラブルと比較すれば、小規模なトラブルだったが、前例とされたUFJ銀行のトラブルを教訓にせず、合併とシステム稼働を見切り発車させた、みずほフィナンシャルグループは非難されることになる。

### 不良債権処理の遅れ
三和銀行時代から引き継がれた体育会系的営業スタイルの伝統、他行に比べ積極的な貸し出しの姿勢によって、2002年時点の4大メガバンクのなかで三井住友銀行に次ぐ収益力の高さを誇っていた。反面、三和・東海はそれぞれ近畿地方・東海地方を地盤とする銀行であり、首都圏における基盤は他のメガバンクほど強くなかった。
また、財務体質は劣悪で経営再建問題で揺れるダイエー、ニチメン・日商岩井（現：双日）、日本信販（現：三菱UFJニコス）、アプラス、大京、国際興業、国際自動車などみどり会構成企業や三和銀行親密先および、東海銀行のフジタ・藤和不動産（現：三菱地所レジデンス）・トーメンに対しての過剰な貸付や焦げ付き、それらに対する貸倒引当損失不足が当初から懸念されており、不良債権比率はメガバンクでは最も高いとされた。結果的に業務で利益が上がっていても損失引き当ての強化及び不良債権の処理に伴い利益をはるかに上回る巨額の赤字を計上する状態で、UFJ銀行は発足から消滅までの3年間に黒字を計上することはなかった。
特にダイエー向けの債権はUFJ銀行の発足前は東海銀行、三和銀行、富士銀行、住友銀行がそれぞれ5000億円を超える融資額を横並びで貸し付けていたが、合併によって融資額が1兆円を超えて突出し、結果的にメインバンクとしての責任を背負い込むと共にその処理が経営の足を大きく引っ張ることになった。
2002年9月、金融担当大臣（経済財政担当大臣兼任）に竹中平蔵が就任し、同年10月には大手行に対して2005年3月末までに不良債権残高を半減するように要請する「金融再生プログラム」が発表された。これを受け、みずほFGが1兆円の増資を実現し、三井住友銀行が破格の条件でゴールドマン・サックスに優先株を発行し、さらにわかしお銀行との逆さ合併により含み益を吐き出すなど、他のメガバンクは形振り構わず資本増強による不良債権処理を進めた。しかし、全国銀行協会会長だった寺西正司UFJ銀行頭取は「銀行はルールの中で経営されている。サッカーをしていたのに、突然、アメリカンフットボールだといわれても困る。」と反発した。この発言はのちに辿るUFJグループの行末を考えると、当時のUFJグループの経営陣にとっては非常に厳しい条件を突きつけられていたことを物語っている。
ただ、必ずしもまったくの無為無策というわけではなく、2003年3月、メリルリンチから1200億円の増資を行い資本強化、また、その後も当時5万円額面換算で10万円を割っていたUFJホールディングスの株式をモナコの投信会社に引き受けて保有比率5%の筆頭株主になってもらうなどの株価対策や資産の売却、劣後債などによる資本増強を行った。しかし、あさひ銀行が合流した大和銀ホールディングスは2003年3月期決算の会計上、自己資本比率の大幅な毀損が生じて「りそなショック」へと陥り、自主経営を事実上断念する事態となった。
結果、日本の株式市場はりそなショック後に株価は上昇に転じ、UFJHD株は結果的に株価上昇の先導役となって株安で抱えていた銀行の含み損はかなり解消した。ただし、金融庁から業務改善命令を受けるなど経営の視野や選択肢が限られる状況であり現金資産が増えていたわけではなかった。業務改善命令に対して約束した利益は1300億円程度であった。

### 派閥抗争
当時のUFJ銀行内は三和銀行以来の派閥抗争に終始し、積極的な資本増強策を行っていなかった。UFJ銀行は対等合併とは言われながらも、実際の行内の主導権は規模が旧:東海の1.6倍あった旧:三和が主導権を握っていた。三和行員は、“緑化作戦”あるいは“緑一色作戦”（コーポレートカラーが東海の赤色に対し三和が緑色であることによる）と称して東海行員を放逐し、愛知県を中心に東海店舗を30店近く統廃合していた。また、前述の大口融資先には、こうした人事抗争に敗れた有力OBを天下りさせた経緯もあり、銀行側が事業再生に主体的にかかわることもできず、なれ合い関係が深まっていった。こうした動きは、元々名古屋財界のメインバンクとして機能していた地元銀行を（在阪銀行であった三和により）事実上冷遇した事となり、名古屋財界から顰蹙を買ってしまう。結果、東海3県における預貸シェアは低下し、多くの地元企業が地方銀行、信用金庫などに融資元を変更するに至り、これによる海外進出への弊害も発生した。皮肉にもこの一件により、住友銀行とトヨタとの因縁により手薄となっていた東海地方への三井住友銀行の営業拡大を許してしまうことや、東京三菱銀行との合併後に、元々東海銀行系だったセントラルファイナンスが三井住友フィナンシャルグループに移籍するなどの遠因となった。

### 金融庁との対立と特別検査
2003年（平成15年）10月に実施された『金融庁特別検査』では、多額の不良債権の処理不足が指摘された。しかし、当局の指示通りに不良債権処理を行えば、UFJ銀行は巨額の赤字決算となり、これは公的資金注入行に対する「3割ルール」により、経営陣が退陣することを意味し、必死の抵抗を試みた。
この検査時に、大口融資先の再建・処理は、頭取直轄の「戦略支援グループ」が担当していた。実権を握っていたのは、グループ長の岡崎和美副頭取（慶應大卒）、その補佐で大蔵省接待汚職時にMOF担だった早川潜常務（一橋大卒）、稲葉誠之執行役員審査第五部長（慶應大卒）の3人である。彼らは、大口先の審査資料として「楽観」「成り行き」「最悪」の3シナリオを用意し、どれを採用するかは、その協議で決めた。その結果、「楽観」シナリオが採用され、債務者区分は「破綻懸念先」が格上げされることにより、不良債権処理損失は圧縮された。また、「成り行き」「最悪」のシナリオは隠蔽され、さらに議事録も改竄し、金融当局と全面対決する道を選んだ。
岡崎らがここまで金融当局に強気に出たのは、過去における実績からであった。旧：三和銀行は、尾上縫事件や大蔵省接待汚職事件（別名・ノーパンしゃぶしゃぶ事件）等、過去の金融スキャンダルでは、常に自行に有利な事後処理を実現していた。特に1998年（平成10年）の大蔵省接待汚職事件の際は、当時MOF担だった早川常務を中心に東京地方検察庁特別捜査部に積極的に情報提供し、自行から逮捕者を出さない目的は達成したものの、大蔵省金融検査部門よりノンキャリア検査官2名が逮捕、1名が自殺に追い込まれる結果となり、以来、金融当局から不興を買っていた。また早川自身も、金融当局に対しては、かねてより反抗的であった。
こうした状況下での特別検査におけるUFJ銀行の金融当局に対する姿勢は、「海外はやめて、地方銀行になればいい」という、UFJの検査を統括する目黒謙一・金融庁検査局検査管理官のこの一言で決定的となり、「金融庁は当行を狙い撃ちにして、潰そうとしている」と解釈し、金融当局からの宣戦布告と受け止めた。その検査の過程で、敵対派閥からと見られる内部告発により前述の資料等の隠蔽・改竄が発覚するに及んで金融庁、特に現場担当の目黒検査官の逆鱗に触れることになる。また、2004年（平成16年）1月、日本経済新聞が金融庁の特別検査が入っている実態が報道され計画されていた永久劣後債による4000億円にのぼる増資は取り止めになった。さらに、2004年（平成16年）4月、今度は中日新聞がスクープの形で、UFJグループの不良債権に対する引き当てが不十分とされる報道がなされ、金融庁に約束した利益が未達となり、寺西らの経営トップの辞任の見通しを報じた（UFJショック）。
結局、2004年（平成16年）3月期決算では、不良債権処理のために損失引当の大幅な積み増しによって、約4000億円の赤字となった。この2期連続の赤字となり、経営責任を取って、2004年（平成16年）5月に、頭取の寺西正司は退任に追いこまれ、この検査忌避により、UFJ銀行は一部業務停止を含む金融庁の行政処分を受け、さらに、2004年（平成16年）10月、法人としてのUFJ銀行と、岡崎元副頭取ら「戦略支援グループ」の元担当役員ら3人が、銀行法違反（検査忌避）容疑で金融庁より刑事告発を受け、同12月には東京地検特捜部は同法違反容疑で岡崎元副頭取ら3人を逮捕した。

### 三和銀行の行風
メガバンク再編前、全国銀行協会会長を輪番で担当する都銀大手6行（三和・東京三菱・第一勧業・さくら・住友・富士）の中で、三和銀行は唯一地方銀行の業容が拡大した銀行であった。このため、財閥系や特殊銀行を起源とする他行に比べ優秀な新入行員確保に苦労した。これらは、必然的にリクルーターを通じて学閥内の繋がりが密接になり人事抗争に繋がっていく事になった。他行はこれを「三和のDNA」と蔑称した。また、2019年1月4日の朝日新聞の記事では、実力主義をかかげ、「野武士集団」と呼ばれていたことが触れられている。
特に渡辺滉頭取（一橋大学卒）時代には企画・秘書・人事中枢部門に権限を集中させ、同時に一橋大・京都大学出身者、中でも中村明秘書室長（京都大卒）が重用された。中村は高杉良の経済小説『金融腐蝕列島』で「カミソリ佐藤」と呼ばれ恐れられる銀行マンのモデルとも言われ、頭取の渡辺に「私の思う通りにやらせてもらえば、三和を収益ナンバーワンにしてみせる」と豪語、行内で“七奉行”と呼ばれた若手秘書役（この一人に、UFJ最後の頭取となる沖原隆宗が居た）を補佐役として登用、権勢を揮う中、実際に業務純益・経常利益・当期利益で都市銀行トップを実現した。
こうした経営の意思決定の迅速化は成果を出したものの、学閥を中心にした側近政治の弊害に対する内部に溜まった不満は1999年当時会長となった渡辺と佐伯尚孝頭取（東京大学卒）の主導権争いで爆発し、怪文書等の流布等陰惨を極めた。
結局両者が辞任し、中間派の室町鐘緒（名古屋大学卒）が頭取に昇進したものの、2002年、UFJ銀行の発足を目前にして赤字決算の責任を取り退任した。
室町の後任は秘書室長経験者だった寺西正司（大阪大学卒）であった。寺西は幹部層を岡崎副頭取、中村正人企画部門担当常務、末席の執行役員から抜擢した松本靖彦秘書室長（慶應義塾大学卒）ら阪大・慶大出身の側近で固める一方、対立派閥に属し三和銀行時代にフィナンシャルワンを立ち上げるなどかつて頭取候補と言われた杉山淳二常務（東京大卒）をアプラスに転出させ、また東海で合併を担当した藤田泰久常務（京都大卒）に事実上退行を迫るなど、より側近政治・派閥抗争を悪化させる。
前述の金融庁特別検査の結果、2004年5月に寺西頭取が退任。沖原隆宗が取締役付きでないにもかかわらず常務執行役員からいきなり頭取に就任するという異例の昇進をした。この時沖原は「（2005年3月期の）上期中に大口融資先の対応について布石を打つ」「十指に満たない融資先の債権の処理を念頭に置いている」「UFJ銀行の問題は一言で言えば大口融資先の問題に尽きる」などと述べ不良債権処理の断行を示唆した。
しかし、人事面で見れば寺西と共に退任を余儀なくされた岡崎副頭取を日本信販会長へ、常務の中村をJCB専務への転出を決定、また松本秘書室長も常務執行役員に昇格させ、松本を筆頭に直属の部下である佐野極（秘書役、京都大卒）・企画部長・広報部次長のいわゆる「4人組」を側近に据えた。
こうした旧態依然たる人事施策は再び金融庁の逆鱗に触れ、これらの人事が撤回させられたばかりでなくUFJ消滅への遠因となった。その後、すでに優秀な人材は流出していたUFJ内部は疲弊、派閥抗争の余裕すら失っていくこととなった。

### 三菱による救済

#### 住信へのUFJ信託売却と撤回
前述の巨額赤字決算は自己資本を大きく毀損し、このままでは国際業務に必要な自己資本比率8%の維持が困難となった。このため、2004年5月21日に持株会社のUFJホールディングスはUFJ信託銀行を住友信託銀行へ3000億円で売却すると発表せざるを得なくなった。しかし、この売却でようやく繰延税金資産の自己資本への組み入れが監査法人に認められ、2004年3月期の自己資本比率割れをなんとか繕っている形であり、UFJの不良債権処理は体力的に難しい問題を抱えていた。特に問題になった債権は ダイエー、双日で貸付の規模は1兆円を上回っていた。この発表からわずか3日後の5月24日、UFJホールディングスの2004年3月期決算がUFJ信託銀行の売却でも埋められない大幅赤字となることが判明する。
この売却発表から2か月も経たない7月14日、持株会社経営陣はUFJ信託銀行の住友信託銀行への売却の撤回と、三菱東京フィナンシャル・グループ （MTFG）とUFJホールディングス（UFJHD）の経営統合で大筋合意し、翌7月16日にMTFGと経営統合に向けての協議を開始すると発表した。統合の時期は2005年度上半期を目標とし、2004年8月12日、2005年10月をメドにMTFGが三菱UFJホールディングス（当時の仮称）へ商号変更の上、UFJHDは吸収合併される事に基本合意し、「三菱東京UFJ銀行」に行名を改める予定となった。
これに対して、住友信託側が東京地方裁判所に交渉差し止めを求める仮処分申請を行い、東京地裁は2004年7月27日、当該仮処分申請を認める決定を下した。UFJ側がこれに対し異議を申し立てるも、8月4日に却下された。
さらに、UFJ側は即日東京高等裁判所に抗告。2004年8月11日、東京高裁は、地裁の決定を取消し、東京三菱とUFJの統合交渉を可とする決定を下した。住友信託側は同日、最高裁判所に特別抗告を行ったが、最高裁は8月30日、高裁の判断を妥当とし、住友信託側の申請を退ける決定が確定した。その後、住友信託側が売却の白紙撤回に対する民事訴訟に切り替えてUFJ側と争ったものの、2006年11月21日に東京高裁の提案による住友信託に対して25億円の和解金を支払う事で和解が成立した。

#### 三井住友FGによる経営統合の申入れ
2004年7月30日、電撃的に三井住友フィナンシャルグループ（SMFG）がUFJホールディングス（UFJHD）に対して経営統合の申入れを表明、8月24日に発表した「1:1」の合併比率はUFJにとっては破格の条件だった。8月30日には、UFJに対する増資引受条件に関する提案を送付する。
2004年8月12日、MTFGとUFJが2005年10月までの経営統合で基本合意。さらに、9月10日、それまで9月29日までに行うとしていたMTFGからUFJに対する増資を9月17日への前倒しする事を発表した。増資は、公開企業のUFJHDに対してではなく、その傘下の非公開企業であるUFJ銀行に優先株7000億円で行い、さらに、TOB（公開買い付け）によりUFJホールディングス株が20%超買い占められた場合は、その優先株に議決権が発生するポイズンピルを盛り込ませる。
2004年9月下旬、SMFGは、株主提案を行うために必要なUFJHD300株を取得、「委任状争奪戦」（プロキシーファイト）を仕掛ける姿勢を鮮明にする。しかし、UFJ側にしてみれば先の住友信託に続く2度目の契約反故は許されない道義的な問題のほか、公的資金を完済したMTFGに対して、SMFGの中核企業である三井住友銀行（SMBC）は当時1兆3000億円の公的資金残高があり、UFJの1兆5000億円を合わせると「SMBC+UFJ」新銀行は発足当初から2兆8000億円の公的資金を抱え込む経済的な問題がネックとされていた。
2004年秋までには、SMFG側が大勢を覆すには至らないのは明白になっていくが、この動きが、三菱東京との交渉においてUFJ側に有利に働いたことは否定できない効果であった。

#### 救済までの不良債権処理
この間、UFJは三菱東京との統合前に不良債権処理を進めていく。特に、UFJグループのなかでもっとも問題とされたのはダイエー向けの債権だった。当時のダイエーは中内㓛の会長退任後、高木邦夫の指揮下で資産の売却や売り場の改善を進めていたがその売り上げは低迷凋落の一途をたどっていた。高木は2002年3月に決まった再建計画の途中（期限は2005年2月）でメインバンクサイドの意向で産業再生機構に送られてしまうことに難色を示した。また経済産業省もこれを支持していた。しかしダイエーの決算の前提に金融機関の支援の不可欠とする監査法人の見解を受けて高木が翻意して再生機構へ送られることが決定した。

#### 金融庁の懸念と合併延期
年が明けた2005年2月17日、MTFGとUFJHDは正式に合併を決定し社名を「三菱UFJフィナンシャル・グループ」（MUFG）とすることになった。翌2月18日には合併比率を「1:0.62」で最終合意。4月20日、合併契約が正式調印、同年6月29日、それぞれの株主総会で合併が承認される。なお、東京三菱銀行との合併について、持株会社や傘下の信託銀行・証券会社と同じく2005年10月1日を予定していたが、システム統合準備の遅れが金融庁より指摘され、8月12日、3か月延期が発表された。そして、2006年1月1日にUFJ銀行は、東京三菱銀行に救済合併され、発足からわずか3年11か月と15日余りで消滅した。

#### 引当と経営統合の妥当性
東京三菱との経営統合から1年後、三菱UFJフィナンシャル・グループ が2006年11月21日発表した2006年9月中間決算では、UFJグループが過去に積んだ貸倒引当金戻入益などが過去の累計で1兆円を超えた。前述の金融庁の指導により旧UFJが2004年度から一気に不良債権として処理を進めた大口債務者の一つが、この中間期に正常債権となり、多額の繰戻益につながったためである。その内訳は、2005年度上期で約4000億円、同年下期にも、UFJの経営悪化で「評価性引当金」として簿外に計上していた繰延税金資産を、5000億円近く資本として繰入れた。2005年通期だけでUFJからの戻益は9000億円規模となり、2006年上期分を合わせて1兆円を超えたことになる。
これは三菱東京がUFJ救済のため出資した7000億円を大きく上回るだけでなく、UFJにとって「統合に突き進んだ過去の経営判断が正しかったのか」という疑問を想起させかねず（2006/11/21付日経金融新聞）、さらに、過去の金融庁検査が妥当であったかの疑問を提起させた。もっとも、戻益の過半を占める繰延税金資産の計上は、経済環境の好転もさることながら、経営統合により収益性が増したために可能であったとの見方もあり、一概には言えない。

## 沿革
- 1999年（平成11年）- 東洋信託銀行と三和信託銀行が合併。
- 2001年（平成13年）4月2日 - 三和銀行・東海銀行・東洋信託銀行が株式移転により株式会社UFJホールディングスを設立し、これら三行はUFJホールディングスの完全子会社となる。同年7月、東洋信託銀行と東海信託銀行が合併。
- 2002年（平成14年）1月15日 - 三和銀行が東海銀行を合併し、株式会社ユーエフジェイ銀行となる。
- 2003年（平成15年）10月1日 - 個人顧客サービスの24時間営業化を図る「UFJ24」が開始。「UFJちょっとコール」を「UFJ銀行コールセンター」に改称し、24時間有人対応を開始。
- 2005年（平成17年）10月1日 - 三菱東京フィナンシャル・グループ（MTFG）が UFJホールディングス（UFJHD）を合併し、三菱UFJフィナンシャル・グループ（MUFG）が発足。東京三菱銀行及び当行は、MUFGの傘下に入る。
- 2006年（平成18年）1月1日 - 東京三菱銀行に合併し解散、三菱東京UFJ銀行が誕生する。

## 関連企業

### 三和銀行
関連会社
| - 三和システム開発（現：三菱UFJインフォメーションテクノロジー） - UFJつばさ証券（現：三菱UFJ証券） - UFJ信託銀行（現：三菱UFJ信託銀行） - 東洋情報システム（現：TIS） - 東洋興業 - 東洋ホテル （現：ラマダホテル大阪） - 東洋不動産 - 東洋プロパティ - 洋伸不動産 | - 三信（東京都新宿区） - T&Tアド（ハウスエージェンシー） - 大蔵屋 - オークラヤ住宅 - 日本ハウズイング - フィナンシャルワン - フィナンシャルワン・カード - 日本信販 - 池田泉州銀行 |

### 東海銀行
関連会社
- ミリオンカード・サービス（現：三菱UFJニコス）
- セントラルリース（現：三菱HCキャピタル）
- セントラルシステムズ（現：TIS）
- セントラルファイナンス[注釈 20]（現：三井住友カード）
- 東栄
- 新東昭不動産
- 御幸ビルディング
- T&Tアド

### 融資親密先
旧:三和銀行関連
| - 鴻池組 - 大京 - 双日 - 髙島屋 - 大丸 - ダイエー - セブン&アイ・ホールディングス - イトーヨーカ堂 - そごう - マイカル - 阪急阪神東宝グループ - 阪急電鉄 - 阪神電気鉄道 - 阪急百貨店 - 阪神百貨店 - 東宝 - 南海電気鉄道 - 相模鉄道 - 日立グループ - 日立製作所 - シャープ - ロート製薬 - 京セラ - 日立造船 - 帝人 | - スクウェア・エニックス（旧：エニックス） - タイトー - デジキューブ - ミックスキューブ - 宇部興産 - コスモ石油 - 月島機械 - 中央倉庫 - 福助 - 東京會舘 - パレスホテル - エスエス製薬 - ニチイ学館 - オカモト - オートバックスセブン - イトキン - ブルーブルーエ - シナジーキャピタル - グリーンスタンプ - 大阪ソーダ - 毎日放送 - 朝日放送 - 関西テレビ - 読売テレビ - テレビ大阪 - エイベックス | - 日本生命保険 - サンライズ - UHA味覚糖 - 日清食品 - 江崎グリコ - JCB - アプラスフィナンシャル - プロミス - モビット - あいおいニッセイ同和損害保険 （旧：同和火災） - スズキ - 日本興亜損害保険 - 紀陽銀行 - 大正銀行（現在の徳島大正銀行） - 静岡中央銀行 - 徳島銀行（現在の徳島大正銀行） - オリックス |

旧：東海銀行関連
| 旧：さつき会構成企業 - トヨタ自動車 - 中央信託銀行 - 千代田生命保険（2000年経営破綻） - 千代田火災海上保険 （現：あいおいニッセイ同和損害保険） | - 東海東京証券 - リコー・三愛グループ - トヨタグループの一部 - 豊田通商 - トヨタファイナンシャルサービス - トヨタファイナンス - ダイハツ工業 - 名古屋鉄道 - 松坂屋 - ユニー - 東海旅客鉄道 | - フジタ - 藤和不動産（現：三菱地所レジデンス） - 藤田観光 - 日本旅行 - 出光興産 - 東京エレクトロン - 東陽倉庫 - 名港海運 - 東海テレビ放送 - 中部日本放送 - 中京テレビ放送 |